# Стів Сноу
Стів Сноу (англ. Steve Snow; нар. 2 березня 1971) — американський футболіст, що грав на позиції нападника.

## Клубна кар'єра
Сноу народився і виріс в штаті Іллінойс, там відвідував Hoffman Estates High School з 1985 по 1989 рік, де грав у футбол. Граючи за шкільну команду, Сноу забив у 49 матчах поспіль, ставши за цим показником першим у списку Асоціації середніх шкіл штату Іллінойс. Він закінчив свою кар'єру футболіста у середній школі з 92 голами.
Після закінчення середньої школи Сноу відвідував університет Індіани, де грав у футбол в NCAA у сезоні 1989 року, дійшовши з командою до півфіналу турніру.
Сноу покинув університетську команду після першого курсу, щоб розпочати професійну кар'єру в Бельгії, де він підписав контракт із «Стандардом» (Льєж). Так і не дебютувавши у чемпіонаті за льєжців, він перейшов до іншої місцевої команди «Бом» після літніх Олімпійських ігор 1992 року. Там, забивши 3 голи в своїх перших 7 іграх вищого бельгійського дивізіону, він отримав серйозну травму коліна і повернувся до США, де йому зробили принаймні дві операції, щоб відновити передню хрестоподібну зв'язку.
В результаті американець більше не повернувся до Бельгії, а натомість підписав 10 грудня 1993 року угоду з командою «Чикаго Пауер» з NPSL ІІ, чемпіонату з індор-сокеру. Там Сноу зіграв тридцять ігор і забив двадцять сім голів у сезоні 1994/95, але вийшов на поле лише в дев'яти іграх і забив чотири голи в наступному сезоні 1995/96 років, перш ніж через проблеми з колінами завершив ігрову кар'єру.

## Виступи за збірні
Виступав у складі юнацької збірної США до 16 років, з якою пробився на юнацький чемпіонат світу 1987 року в Канаді. Там Стів зіграв у всіх трьох матчах, і в грі проти Південної Кореї забив гол, але його команда програла 2:4 і не вийшла з групи.
У 1988—1989 роках грав за молодіжну збірну, з якою був учасником молодіжного чемпіонату світу 1989 року в Саудівській Аравії. Тут американці виступили вдаліше, зайнявши підсумкове 4 місце, а Сноу забив 3 голи у 6 матчах турніру.
Пізніше захищав кольори олімпійської збірної США. У складі цієї команди став переможцем Панамериканських ігор, де США виграли свою першу золоту медаль, а Сноу був головним бомбардиром команди з 4 голами. Наступного ж року він поїхав з командою і на футбольний турнір Олімпійських ігор 1992 року у Барселоні. У кваліфікації Сноу був лідером команди і забив 11 голів у 9 іграх, включаючи хет-трик проти Гондурасу (4:3), однак несподівано тренер США Лотар Осіандер вирішив не випускати Сноу в матчі-відкриття турніру проти Італії. США програли цю гру 1:2. Відомо, що Осіандер не любив Сноу, називаючи його «зухвалим» і звинувачуючи, що він егоїстичний, а не в командний гравець. Однак він випустив Сноу в наступних двох матчах, проти Кувейту (3:1) та проти Польщі (2:2), який забив в обох матчах по голу, але цього не вистачило і США не змогли вийти з групи, натомість поляки стали срібними призерами турніру. Після цього президент USSF Алан Ротенберг звільнив Осіандера, багато в чому ґрунтуючись на відмові тренера випустити Сноу в грі з Італією.
Незважаючи на свої успіхи на юнацькому рівні, Сноу зіграв лише дві гри у складі національної збірної США. Його перша поява у складі головної команди відбулась 14 червня 1988 року в грі проти Коста-Рики, коли він вийшов на заміну замість Чарлі Рафаела в другому таймі. Вдруге Стів зіграв за «зірково-смугастих» 13 серпня 1989 року, вийшовши на заміну замість Брюса Мюррея в матч проти Південної Кореї (1:2).

## Титули і досягнення
- Переможець Панамериканських ігор: 1991